# Río Râmnicul Sărat
El río Râmnicul Sărat (en rumano: Râul Râmnicul Sărat, en ruso: Римник) o Râmnicu Sărat es un afluente por la derecha del río Siret en Rumanía. Desemboca en el Siret en Belciugele. La longitud total del Râmnicul Sărat desde su nacimiento hasta su confluencia con el Siret es de 137 km. La superficie de su cuenca es de 1.063 km². Su curso superior, por encima de la confluencia con el Martin, se llama a veces Mălușel.

## Localidades
Las siguientes localidades están situados a lo largo del río Râmnicul Sărat, desde la fuente hasta la desembocadura: Jitia, Jitia de Jos, Luncile, Tulburea, Chiojdeni, Dumitreștii de Sus, Dumitrești, Biceștii de Jos, Mucești-Dănulești, Alexandru Odoopăleș Buda, , Ceairu, Gura Făgetului, Deduleşti, Babeni, Tăbăcari, Răduceşti, Oratia, Podgoria, Posta, Râmnicu Sărat, Valea Râmnicului, Rubla, Râmnicelu, Colibasi, Stiubei, Fotin, Lunca, Plopi, Puieştii de Sus, Macrina, Puieştii de Jos, Nicolești, Dăscălești, Codrești, Spătăreasa, Ciorăști, Mihălceni, Salcia Veche, Vâjâitoarea, Tătăranu, Râmniceni, Tătaru, Belciugele y Măicănești.

## Afluentes
El río Râmnicul Sărat tiene los siguientes afluentes (desde la fuente hasta la desembocadura):
- izquierda: Sărățel, Cerbu, Râmnicel, Săritoarea, Tulburea, Rotăria, Motnău, Căprăria, Bădila, Mocanca, Coțatcu, Bălan.
- derecha: Martin, Moldoveanul (o Recea), Ulmușor (o Pârâul Sărat), Râul Vacii Rele, Cătăuț, Buda, Izvorul Pietrelor, Băbeni, Muncelu, Greabăn, Putreda.